# Schweinebandwurm
Der Schweinebandwurm (Taenia solium), auch Schweinefinnenbandwurm genannt, ist ein parasitär lebender Wurm, der im Darm des Menschen lebt. Als Zwischenwirt dienen Schweine. Experimentell lassen sich auch andere Säugetiere infizieren. Auch der Mensch kann als Fehlzwischenwirt dienen.

## Verbreitung
Der Schweinebandwurm wird wie der Rinderbandwurm weltweit mit dem Menschen als seinem Hauptwirt verbreitet. Der Mensch infiziert sich, indem er „finniges“ Fleisch isst, das mit den Larven (Finnen) des Bandwurmes befallen ist.

## Merkmale
Der Körper des Schweinebandwurmes trägt alle typischen Merkmale der Bandwürmer, er erreicht eine Länge von zwei bis zu sieben Metern und eine Breite von bis zu 15 mm. Er hat Saugnäpfe am Kopf, womit er sich am Darm festsaugen kann.

## Lebenszyklus

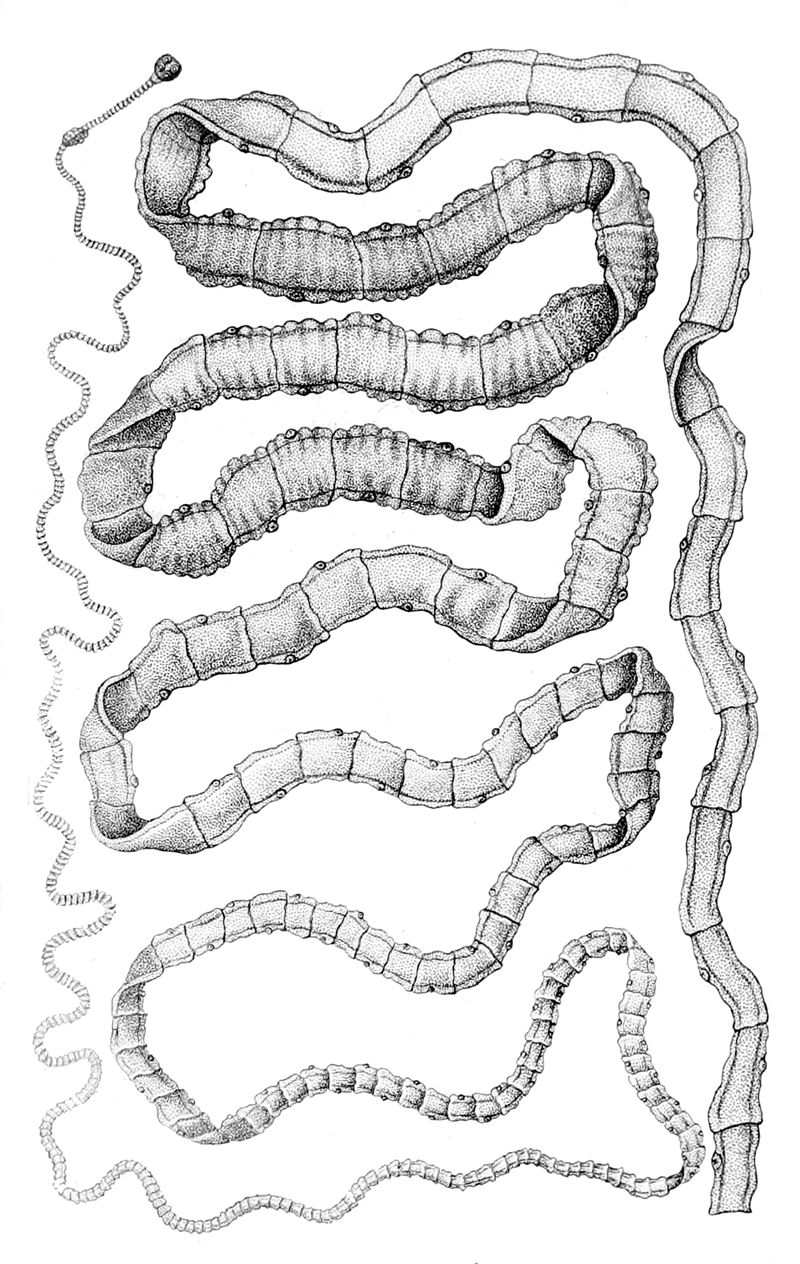
Ausgewachsener Taenia solium

Der Lebenszyklus des Schweinebandwurmes umfasst wie bei allen Bandwürmern ein Finnenstadium (Cysticercus cellulosus), das in diesem Fall im Schwein zu finden ist. Eine Finne ist dabei das eingestülpte Vorderende des künftigen Bandwurms in einer Blase. Der Hauptwirt (Fleisch- oder Allesfresser, z. B. Mensch) nimmt in Form von infiziertem Fleisch die Finnen auf. Im Darm wird die Außenhaut der Finne (Blase) verdaut, der Bandwurm hakt sich mit Saugnäpfen und Haken in der Dünndarmschleimhaut fest und wächst heran, indem er fortlaufend neue Glieder, Proglottiden, bildet. Diese werden nacheinander geschlechtsreif und befruchten sich gegenseitig. Die jeweils letzten Proglottiden, die reife Eier enthalten, lösen sich ab und werden mit dem Kot ausgeschieden. Der Hauptwirt scheidet pro Tag bis zu neun Proglottiden aus. Die Eier werden vom Zwischenwirt (Pflanzen- oder Allesfresser, z. B. Schwein) in großen Mengen aufgenommen, aus den Eiern werden im Darm Hakenlarven (Onkosphären) freigesetzt. Diese verlassen den Darm und siedeln sich vor allem in der Muskulatur (Zwerchfell, Zunge, Herz) an, wo sie sich in Finnen umwandeln (Zystizerkose). Die Finnen verbleiben im Zwischenwirt und können so auf den Endwirt übertragen werden (auf den Menschen z. B. durch ungenügendes Kochen des Fleisches). Anders als beim Rinderbandwurm kann der Mensch auch als Zwischenwirt dienen, wenn Eier aufgenommen werden (z. B. durch mangelnde Hygiene bei der Nahrungszubereitung).

## Schadwirkung
Die Infektion mit dem adulten Bandwurm (Solium-Täniose) verläuft meist symptomlos, kann aber auch mit Verdauungsstörungen, Gewichtsverlust, zentralnervösen Störungen und Eosinophilie einhergehen. Der Befall eines Menschen kann mehrere Jahre andauern. Falls der Mensch aber als Fehlzwischenwirt dient (Solium-Zystizerkose), siedeln sich die Finnen vor allem an den Faszien von Skelettmuskeln, am Zwerchfell, Kehlkopf, Herz, Lymphdrüsen oder im Gehirn an. Dort rufen sie Kopfschmerzen, erhöhten Hirndruck, neurologische Ausfälle und Hirnhautentzündungen hervor. Beim eigentlichen Zwischenwirt Schwein verursacht der Finnenbefall Leistungsminderungen und Entwicklungsstörungen.

## Therapie
Zur Therapie kommen unter anderem Mebendazol und Praziquantel oder Niclosamid zum Einsatz.

## Vorbeugung
In Europa sind Schweinebandwürmer vor allem durch die Fleischbeschau eliminiert worden, da die Finnen recht auffällig sind und gehäuft auftreten. Problematische Gebiete sind vor allem Mexiko, wo das Finnenstadium häufig im Menschen angetroffen wird (bis zu 3,6 % der Bevölkerung sind in Mexiko-Stadt betroffen). Das Pökeln und Räuchern von Schweinefleisch bietet keinen genügenden Schutz. Um einer Infektion vorzubeugen, sollte man Fleisch immer kochen oder braten, und nach Möglichkeit nur kontrolliertes Fleisch verzehren. Auch Tieffrieren (−20 °C über 24 Stunden) tötet die Finnen ab.

## Versuche regionaler Ausrottung
In verschiedenen Teilen der Dritten Welt, wo Taenia solium endemisch ist, wurden diesbezüglich Studien unternommen, deren Maßnahmen sich entweder auf Schweine oder den Menschen alleine konzentrierten oder kombiniert auf beide. Präventive Massenverabreichungen von Medikamenten wie Niclosamid oder Praziquantel und Impfungen der Schweine standen im Zentrum.
Erfolg versprechend waren nur aufwendige kombinierte Maßnahmen die viele Dörfer einschlossen, wie folgende aus Peru: In Nord-Peru werden Schweine als Haustiere gehalten und verspeist. Mangelnde Hygiene führt dazu, dass Schweine menschliche Fäzes inokulieren. Ein Projekt, u. a. finanziert von der Bill-und-Melinda-Gates-Foundation, konnte in den Jahren 2004 bis 2015 in 107 Dörfern um Tumbes mit Massenverabreichung von Medikamenten an Schweine und Menschen sowie der Impfung von Schweinen folgende Resultate erzielen: Die Übertragung konnte in 105 von 107 Dörfern durch einen einjährigen Angriff unterbrochen werden, und die Eliminierung hielt in den meisten Gebieten mindestens ein Jahr lang ohne weitere Maßnahmen an.